# تداخل تدريجي

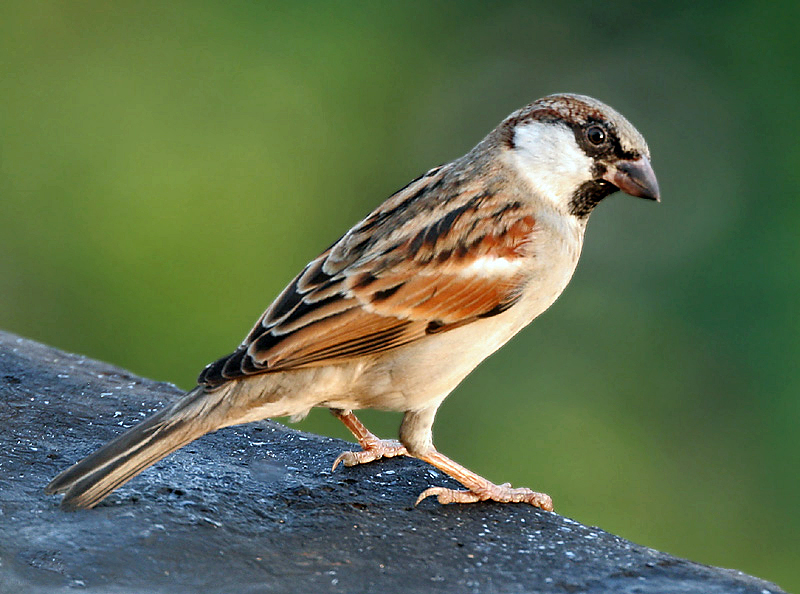

في علم الحيوان، التداخل التدريجي (بالإنجليزية: Intergradation)‏، هو تطور تدريجي لكائنات في منطقة حدودية تتداخل فيها سلالتين مختلفتين، تحمل خصائص السلالتين معاً.